# Michael Hill (baseball)
Pour les articles homonymes, voir Michael Hill et Hill.
Michael Hill (né le 25 mars 1971 à Cincinnati, Ohio, États-Unis) est le directeur général des Marlins de Miami de la Ligue majeure de baseball.

## Carrière
Scolarisé à Cincinnati, où il excelle en baseball, en basket-ball et en football américain, Michael Hill joue au baseball et au football à l'université Harvard. Il est repêché par les Rangers du Texas de la Ligue majeure de baseball au 31e tour de sélection en 1993. Après avoir signé avec les Rangers un contrat professionnel assorti d'une modeste prime à la signature de 1 000 dollars, il évolue comme voltigeur et joueur de premier but pour deux clubs affiliés aux Rangers dans les ligues mineures en 1993 et 1994.
Après la fin de sa brève carrière de joueur, Hill se tourne vers un poste de gestion. Il rejoint une nouvelle franchise de la Ligue majeure de baseball : les Devil Rays de Tampa Bay. Ceux-ci débutent en Ligue américaine en 1998 mais Hill fait partie du groupe qui prépare l'entrée du club. Il œuvre en effet de 1995 à 1999 au sein des départements de recrutement et de développement des jeunes joueurs. Son travail est remarqué par Baseball America qui, en 1999, nomme Hill parmi les 10 personnalités du baseball qui devraient marquer la première décennie du XXIe siècle.
En 1999, il devient directeur du développement des joueurs chez les Rockies du Colorado. En 2001, son nom circule comme candidat potentiel au poste de directeur général des Pirates de Pittsburgh.
Hill rejoint les Marlins de Miami en 2002 à titre d'assistant au directeur général Larry Beinfest. Le 29 septembre 2007, Beinfest est promu au poste de président des opérations baseball des Marlins et Michael Hill hérite du poste de directeur général.
Le 27 septembre 2013, les Marlins congédient le président Beinfest et son poste lassé vacant est offert à Michael Hill, tandis que Dan Jennings hérite du poste de directeur général.  
Lorsque Jennings est congédié par Miami le 29 octobre 2015, Michael Hill redevient directeur général des Marlins, tout en conservant son poste de président des opérations baseball.

## Vie personnelle
Michael Hill est un Américain d'origine cubaine dont les grands-parents ont émigré aux États-Unis, et il s'exprime couramment en espagnol.